# Стари надгробни споменици у Горњој Црнући
Стари надгробни споменици у Горњој Црнући (Општина Горњи Милановац) представљају релативно добро очувану споменичку целину и важан извор података за проучавање историје овог краја.

## Горња Црнућа
Планинско село Горња Црнућа простире се на јужним падинама планине Рудник и долинским странама Осјачког потока, северно од регионалног пута Горњи Милановац-Крагујевац. Суседна села су Доња Црнућа, Прњавор (Горњи Милановац), Мајдан (Горњи Милановац) и Сврачковци, док се село са североистока у знатној дужини граничи са крагујевачком Каменицом. Горња Црнућа два засеока: Дуго поље и Шаторовац.
Због рудног богатства овај простор је био насељен још у праисторијско и античко доба. На узвишењу Градина (909 метара) сачувани су остаци средњовековног утврђења познатог као „Јеринин град”. Пре Косовског боја село се звало Белућа, након чега је назив промењен у Црнућа због погибије великог броја житеља. Насеље се помиње у повељи Ђурђа Бранковића из 1429. године. У турским дефтерима помиње се као војничко село. Садашње насеље настало је крајем 18. и почетком 19. века, на месту некадашњих катуна. Насељавање је започело у време Првог српског устанка становништвом из Старог Влаха и Црне Горе.
У Горњој Црнући живео је кнез Милош Обреновић, који је 1814. године у близини манастира Враћевшница сазидао конак у коме је донета одлука о подизању Другог српског устанка и одакле је управљао
Србијом све до 1818. године, када је Крагујевац проглашен престоницом.
Сеоска слава је Друге Тројице.

### Сеоско гробље
На омањем гробљу сачуван је знатан број старих надгробних споменика, од којих неки због дугих натписа имају значај прворазредног документа. Бројчано доминирају крстови различитих форми и димензија и омањи стубови. Заступљено је и више „цирклаша” од студеничког мермера, као и споменици у облику стуба са „капом”, на којима су приказани ликови покојника у карактеристичној народној ношњи.